# 3332 Raksa
A 3332 Raksa (ideiglenes jelöléssel 1978 NT1) a Naprendszer kisbolygóövében található aszteroida. Ljudmila Ivanovna Csernih fedezte fel 1978. július 4-én.